# Ostalpin

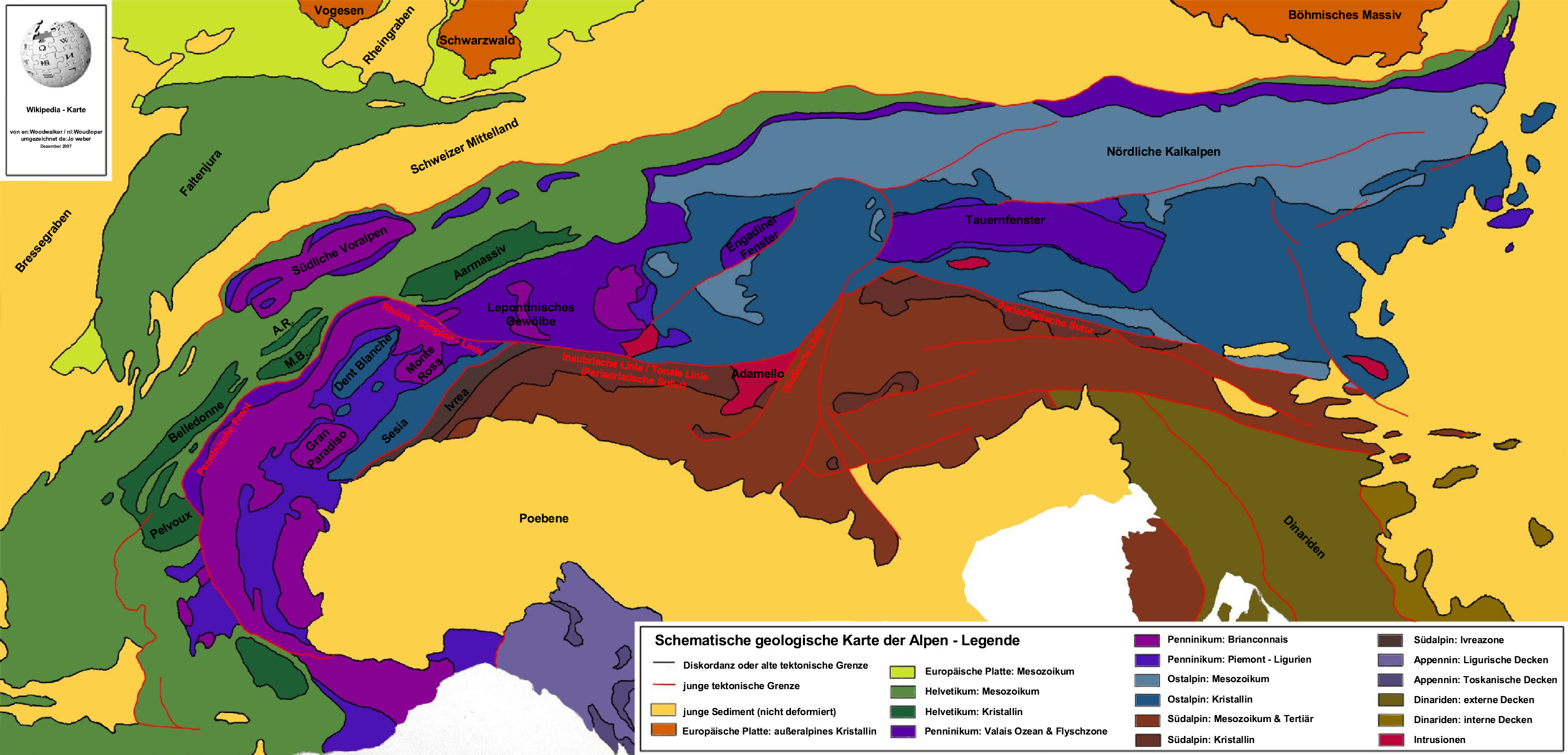
Vereinfachte geologische Karte der Alpen: Im Nordosten des Alpenbogens beißen überwiegend ostalpine Einheiten aus.

Das Ostalpin, im internationalen wissenschaftlichen Sprachgebrauch auch Austroalpin genannt, ist der ursprünglich zweitsüdlichste und tektonisch höchste Deckenstapel der Alpen. Seine Bezeichnungen verdankt es seinem Auftreten vor allem in den Ostalpen bzw. Österreich, während es in den stärker herausgehobenen und tiefer erodierten Westalpen bereits nahezu vollständig abgetragen ist. Geographisch ist das Ostalpin auf die Nördlichen Kalkalpen, die Zentralen Ostalpen und den nördlichen Teil der Südlichen Kalkalpen verteilt.

## Tektonik

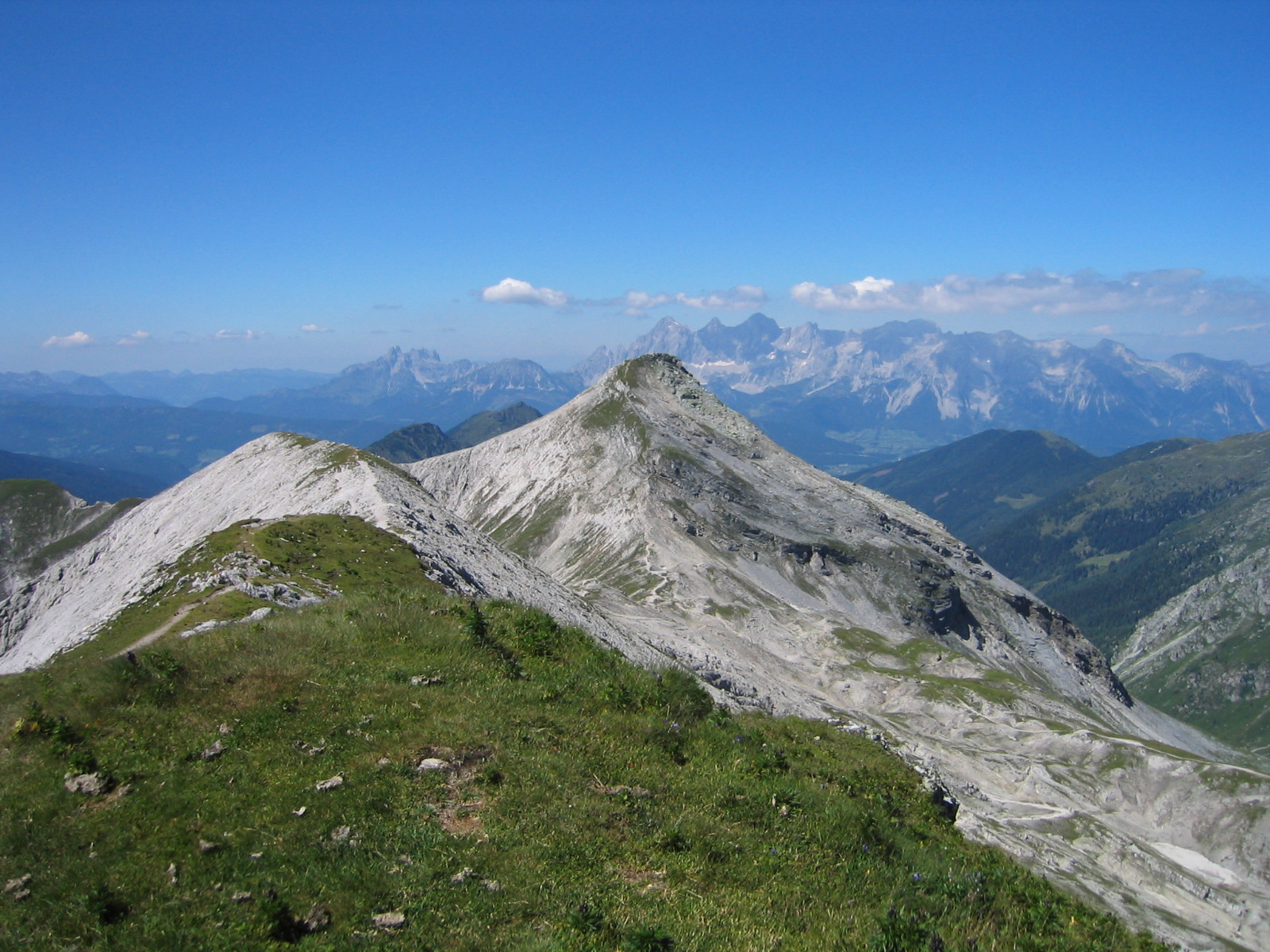
Die Lungauer und die Steirische Kalkspitze in den Niederen Tauern gehören zum karbonatischen zentralostalpinen Mesozoikum, das dem Kristallin eigentlich auflagert, hier jedoch lokal eingerollt (invers) vorliegt und unter dem hangenden Grundgebirge erosiv freigelegt wurde. Im Hintergrund das oberostalpine Dachsteinmassiv.

Paläogeographisch betrachtet gehört das Ostalpin wie das Südalpin zur Adriatischen Platte, die im Mesozoikum eine Afrika vorgelagerte Mikroplatte war. Im Zuge der Alpinen Gebirgsbildung wurde das Ostalpin von seiner Unterkruste abgeschert, in sich gestapelt und verfaltet und zudem horizontal weit (geschätzt 100 km bis 200 km) nach Norden über den Südrand der alt-europäischen Platte geschoben (Penninikum, Helvetikum).
Das Ostalpin wurde bei der alpinen Überschiebung über das nördlich vorgelagerte und subduzierte Penninikum in mehrere Teildecken zerlegt, die sich ihrerseits dachziegelartig übereinander stapelten. Dabei schob sich der ursprünglich südlichste Bereich, das Oberostalpin, über das nördlich gelegene Unterostalpin. Dabei wiederum überschoben die ursprünglich südlichst gelegenen heutigen Nördlichen Kalkalpen (Oberostalpin) und die Grauwackenzone das Untere Zentralostalpin, welches teilweise auch als oberostalpines Grundgebirge, zentralalpines Oberostalpin oder Mittelostalpin bezeichnet wird – einige der Gliederungsmodelle sind im Laufe der Jahrzehnte durch fortschreitende Erforschung nach wie vor Gegenstand von Weiterentwicklungen.
Die oberostalpinen Nördlichen Kalkalpen und die Grauwackenzone wurden dabei komplett über das Penninikum und untere Zentralostalpin überschoben und liegen heute nördlich von beiden, wobei sie wiederum selbst kompliziert verfaltet und als Teildecken übereinander gestapelt wurden (Bajuvarikum, Tirolikum, Juvavikum).
Bei dieser Überschiebung wurde nicht nur das Penninikum, sondern auch das Unterostalpin und das untere Zentralostalpin in größere Tiefe versenkt und unter hohem Druck und Temperatur metamorph überprägt, sodass auch permomesozoische zentralostalpine Sedimente nun als Quarzite, Marmore und Schiefer (Äquivalente der Lunz-Formation zum Beispiel bei Kapellen) anzutreffen sind. Bekannte Vorkommen liegen in den westlichen Ortler-Alpen, den Radstädter Tauern oder in der Semmering-Region.
Die Nördlichen Kalkalpen hingegen weisen höchstens einen schwachen Metamorphosegrad auf (dies vor allem an ihrer Basis). Der im Süden des Oberostalpins "liegengebliebene" Drauzug (auch als oberes Zentralostalpin bezeichnet) weist jedoch schwachen bis lokal mittleren Metamorphosegrad auf.
Das überschobene Penninikum ist fast vollständig vom Ostalpin bedeckt, nur in tektonischen Fenstern wurde es hochgewölbt und von der Erosion freigelegt: Unterengadiner Fenster, Tauernfenster, Rechnitzer Fenster.
Die folgende Tabelle vergleicht die unterschiedlichen tektonischen Modelle:
| Tollmann (1977)           | Penninikum inkl. Matreier Zone | Unterostalpin exkl. Matreier Zone | Tiefstes Oberostalpin (Bajuvarikum), Mittelostalpin                                                                | Höheres Oberostalpin (Tirolikum, Juvavikum) inkl. Drauzug, Grauwackenzone und Gurktaler Paläozoikum, höchstes mittelostalpines Kristallin       |
| Froitzheim / Janák (2004) | Penninikum                     | Unterostalpin                     | Unteres Zentralostalpin                                                                                            | Oberes Zentralostalpin |
| Schmid et al. (2004)      | Penninikum                     | Unterostalpin                     | Tiefste Nördliche Kalkalpendecke (Bajuvarikum), Oberostalpine Grundgebirgsdecken inkl. permomesozoischer Bedeckung | Höhere Nördliche Kalkalpendecken und Grauwackenzone; höchster Anteil der Oberostalpinen Grundgebirgsdecken und deren permomesozoische Bedeckung |

## Gesteinsinhalt
Die ostalpinen Decken bestehen zu unterst aus einer präalpinen Basis von hochmetamorphen Gesteinen, vor allem Gneisen und Glimmerschiefern, die im Paläozoikum, überwiegend in der variszischen und kaledonischen Gebirgsbildung, gebildet wurden (polymetamorphes Grundgebirge). Sie machen heute den Großteil der Zentralen Ostalpen aus, sind aber als Relikte auch noch in der südlichen Schweiz zu finden (zum Beispiel Matterhorn).
Darüber folgt zumindest in den ursprünglich am weitesten südlich liegenden ostalpinen Decken eine schwach metamorphe Abfolge von Schiefern, Grauwacken, Phylliten, Kalksteinen und Gesteinen vulkanischen Ursprungs der variszischen und kaledonischen Gebirgsbildung, sie sind heute zum Beispiel in der Grauwackenzone, in der Steiermark und dem nordöstlichen Kärnten zu finden.
Die obersten und jüngsten Einheiten sind Sedimente vorwiegend aus dem Permomesozoikum. Hier sind vor allem Karbonat-Gesteine der Trias, Jura und Kreide (Kalksteine und Dolomitsteine) zu nennen, die in einem tropischen Flachmeer am paläozoischen Untergrund abgelagert wurden und heute zum Beispiel die Nördlichen Kalkalpen und den Drauzug aufbauen (Großteil der Gailtaler Alpen und Nordostteil der Karawanken). In der unteren Obertrias ist ein weithin zu verfolgendes markantes Schichtglied von Sandsteinen und Schiefertonen eingeschaltet (Lunz-Formation), das die Riffe zudeckte, bis schließlich wieder die Kalkproduktion einsetzte. Es ist auch in den tektonisch eigenständigen Südalpen als Raibl-Formation zu finden. In den südlichsten Ablagerungsgebieten (heute Nördliche Kalkalpen) ist die Mächtigkeit der Triassedimente am größten, während sie in den nördlichsten (heute Unterostalpin) im Jura bedeutender ist (vergleichbar dem nördlich anschließenden Penninikum).
An der Basis der Karbonate, bisweilen eine deutliche Transgressionsgrenze zum liegenden Paläozoikum aufweisend, ist eine Abfolge von oberpermischen bis untertriassischen Konglomeraten (z. B. Präbichl-Formation, Alpiner Verrucano) und Sandsteinen (Werfen-Formation) zu beobachten, die nach oben hin in die Mitteltriaskalke überleitet.
Die allerjüngsten Teile des Permomesozoikums sind Sedimente aus der Oberkreide bis zum frühen Paläogen (ehemals Alttertiär genannt), die in Meeresrinnen und -becken während der bereits einsetzenden Alpenauffaltung ("Altalpidische" oder "Eoalpine" Gebirgsbildung) abgelagert und Gosau-Gruppe genannt werden. Die Schichten der Gosau-Gruppe weisen im Vergleich zu den in der Kreide bereits verfalteten Trias- bis Unterkreide-Schichten eine deutliche Winkeldiskordanz auf, wurden dann aber im Zuge der Jungalpidischen Gebirgsbildung (höheres Paläogen, tieferes Neogen) weiter deformiert, in den Deckenbau einbezogen und teilweise auch zwischen ältere Decken und Schuppen eingeklemmt.

## Vorkommen
Die Vorkommen der verschiedenen stratigraphischen und tektonischen Stockwerke lassen sich in folgender Tabelle darstellen:
|                                 | Unterostalpine Decken | Oberostalpin: Untere Zentralostalpine Decken | Oberostalpin: Obere Zentralostalpine Decken |
| ------------------------------- | --- | --- | --- |
| Permomesozoikum                 | östliches Graubünden (z. B. Piz Ela), südliche Tuxer Alpen (Tarntal-Decke), Radstädter Tauern, Wechselfenster, Wiesmather Fenster; von Schmid auch als permomesozoische Bedeckung der oberostalpinen Grundgebirgsdecken betrachtet: Mürztal – Semmering, Westrand von Leithagebirge und Hundsheimer Berge (vermitteln bereits zu den Kleinen Karpaten)                                     | tiefste Decke der Nördlichen Kalkalpen (Bajuvarikum), Hoch Ducan, Sesvenna-Gruppe, westliche Ortler-Alpen, Südrand des Rätikons, Brenner-Mesozoikum (Kalkkögel, Serles-Kette, Tribulaune), schmale Vorkommen in den Nockbergen (Stangalm-Mesozoikum) und Murbergen, Ostrand der Seckauer Tauern (Alpiner Verrucano) | höhere Decken der Nördlichen Kalkalpen (Tirolikum, Juvavikum) inkl. Gosau-Becken, Blaser-Decke (über dem Brenner-Mesozoikum), schmale Vorkommen in den Nockbergen (eingerollt und überkippt am Pfannock), Kainacher Gosau, unter dem Grazer Paläozoikum eingeklemmte Gosau-Schuppen, Krappfeld, Sankt Paul im Lavanttal, Drauzug mit nordöstlichen Karawanken (Hochobir, Petzen) und Hauptkamm der Gailtaler Alpen (Dobratsch, Reißkofelgruppe, Lienzer Dolomiten) |
| schwach metamorphes Paläozoikum | (fehlt) | (fehlt) | Steinacher-Decke – Sattelberg, Grauwackenzone, Eisenkappel, Gurktaler Decke (östliche Nockberge) – Murauer Paläozoikum, Grazer Paläozoikum, Sausal, Poßruck, kleine inselartige Vorkommen im Südburgenland |
| polymetamorphes Grundgebirge    | Sesia-Zone / Dent-Blanche-Decke (Matterhorn), östliches Graubünden (Piz d’Err, Piz Bernina), Wechselfenster, Wiesmather Fenster; von Schmid auch als oberostalpine Grundgebirgsdecken betrachtet: Tuxer Alpen (Innsbrucker Quarzphyllit), Mürztal (Stuhleck), Bucklige Welt, Ödenburger Gebirge, Leithagebirge, Ostrand der Hundsheimer Berge (vermitteln bereits zu den Kleinen Karpaten) | Silvretta, Ötztaler und Stubaier Alpen, östliche Ortler-Alpen, Südrand der Venedigergruppe (Lasörling), Schobergruppe, Bundschuh – westliche Nockberge, Niedere Tauern, Seetaler Alpen, Saualpe, Bachergebirge, Poßruck, Koralpe, Pack- und Stubalpe, Gleinalpe, Troiseck-Floning-Zug                               | klassisches Oberostalpin (Tollmann): einzelne kleine Schürflinge an der Basis der Grauwackenzone (Kristallin von Anger, Kaintalegg, Traidersberg); Oberes Zentralostalpin: auch Villgratner Berge, Kreuzeckgruppe, Basis der Gailtaler Alpen, Eisenkappel |